# Лагрейндж (Индиана)
Лагрейндж (англ. LaGrange) — город и административный центр одноимённого округа в штате Индиана в Соединённых Штатах Америки.
Согласно данным переписи населения США 2020 года число жителей города 
составляло 2715 человек, что, для такого небольшого населённого пункта, существенно больше (+ 3.4%), чем было во время предыдущей переписи проводившейся в 2010 году (2625 человек).

## История
Лагрейндж был заложен и разбит в 1836 году и получил свое название от одноимённого округа, столицей которого он является.
Несколько архитектурных объектов города, включая здание окружного суда, внесены в Национальный реестр исторических мест США.

## География
Согласно данным Бюро переписи населения США от 2010 года, общая площадь Лагрейнджа составляет 1,7 квадратных мили (4,40 км2), вся эта территория представляет собой сушу.